# World Trade Center Mexico
World Trade Center Meksyk miasto – wieżowiec w mieście Meksyk, w Meksyku, o wysokości 207 m. Budynek został otwarty w 1972. Liczy 52 kondygnacje.